# Liste der Kulturdenkmale in Gröningen

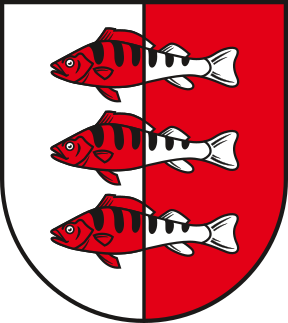
Wappen von Groeningen

In der Liste der Kulturdenkmale in Gröningen sind alle Kulturdenkmale der Stadt Gröningen (Landkreis Börde) und ihrer Ortsteile aufgelistet. Grundlage ist das Denkmalverzeichnis des Landes Sachsen-Anhalt, das auf Basis des Denkmalschutzgesetzes des Landes Sachsen-Anhalt vom 21. Oktober 1991 durch das Landesamt für Denkmalpflege und Archäologie Sachsen-Anhalt erstellt und seither laufend ergänzt wurde (Stand: 31. Dezember 2022).

## Kulturdenkmale nach Ortsteilen

### Gröningen
| Lage | Bezeichnung             | Beschreibung | Erfassungs- nummer | Ausweisungsart               | Bild                    |
| --- | ----------------------- | --- | ------------------ | ---------------------------- | ----------------------- |
| in der Nähe des Bodedamms zwischen Gröningen und Kloster Gröningen, hinter dem Ortsausgang, rechte Seite, Feldweg (Karte) | Ehrenmal                | zur Erinnerung an die Völkerschlacht | 094 98302          | Baudenkmal                   | Weitere Bilder          |
| außerhalb des Ortes Gröningen Richtung Deesdorf, linke bewachsenen Hügel (Karte)                                          | Grabmal                 | Preußengräber, Areal schlecht zugänglich, verwuchertes Gelände, keine Grabmale mehr sichtbar. | 094 98304          | Baudenkmal                   | Weitere Bilder          |
| Alslebener Straße 3 | Fabrik                  | Fabrik | 094 18842          | Baudenkmal                   |                         |
| Alte Kirchstraße 3 (Karte)                                                                                                | Taubenturm              | Privatgelände, von der Straße aus nicht einsehbar | 094 55755          | Baudenkmal                   | Weitere Bilder          |
| Alte Kirchstraße 8, Burggraben 1, 7 (Karte)                                                                               | Rittergut               | sog. Edelhof, gegenüber dem Schloss, div Gebäude (ca. 10-12) | 094 55754          | Baudenkmal                   | Weitere Bilder          |
| Alte Kirchstraße 2, 3, 4, 5, 7a, 7b, 8, 9 und weitere Häuser (Karte)                                                      | Altstadt                | Der Ort Gröningen entwickelte sich um das Schloss der Bischöfe von Halberstadt. Mittelpunkt des Ortes war die Martinskirche. Ab dem Jahr 1653 war Gröningen Stadt. | 094 55782          | Denkmalbereich               | Altstadt                |
| Am Schloß 1, Burggraben 2, 3, 4, 5, Sackstraße 1, 2, Satteldorfer Straße 7, 10 (Karte)                                    | Schloss Gröningen       | Schloss Von dem Schloss existieren nur noch Reste. Das Schloß entstand ab 1368, davor stand hier eine Burg. Ab 1473 wurde das Schloss ausgebaut, Bauherren waren die Bischöfe von Halberstadt. Im Jahre 1817 wurde das Schloss abgetragen. In der heutigen Domäne sind noch Reste des Schlosses vorhanden. | 094 98303          | Baudenkmal                   | Weitere Bilder          |
| Satteldorfer Straße 10 (Karte)                                                                                            | Torturm                 | Torturm | 094 98303 001      | Teilobjekt eines Baudenkmals | Weitere Bilder          |
| Bahnhofstraße 1 (Karte)                                                                                                   | Villa                   | Das Haus wurde 1905 erbaut. Es ist ein eingeschossiges Haus mit Dachhäusern. | 094 98306          | Baudenkmal                   | Weitere Bilder          |
| Bahnhofstraße 4 (Karte)                                                                                                   | Villa                   | Das „Haus Malepartus“ wurde im Jahr 1905 erbaut. | 094 98305          | Baudenkmal                   | Weitere Bilder          |
| Bleicherplan (Karte) | Friedhof                | Ehren-Friedhof für gefallene sowjetische Soldaten. Er befindet sich in der Nähe der Straße zwischen Gröningen und Kloster Gröningen, hinter dem Ortsausgang, rechte Seite, am Feldweg zum "Faulen See" und direkt neben dem Ehrenfriedhof der Gefallenen des Befreiungskrieges von 1813. | 094 98301          | Baudenkmal                   | Weitere Bilder          |
| Bodestraße 3 (Karte) | Wohnhaus                | | 094 55747          | Baudenkmal                   | Weitere Bilder          |
| Bodestraße 4 (Karte) | Wohnhaus                | | 094 55746          | Baudenkmal                   | Wohnhaus                |
| Bodestraße 6 (Karte) | Wohn- und Geschäftshaus | | 094 55745          | Baudenkmal                   | Wohn- und Geschäftshaus |
| Bodestraße 13 (Karte) | Bauernhof               | | 094 55744          | Baudenkmal                   | Bauernhof               |
| Deesdorfer Straße (Karte)                                                                                                 | Friedhof                | Jüdischer Friedhof | 094 55722          | Baudenkmal                   | Weitere Bilder          |
| Deesdorfer Straße (Karte)                                                                                                 | Kapelle                 | Friedhofskapelle | 094 55721          | Baudenkmal                   | Weitere Bilder          |
| Goethepromenade 4 (Karte)                                                                                                 | Villa                   | | 094 55741          | Baudenkmal                   | Weitere Bilder          |
| Grabenstraße 1, 2 (Karte)                                                                                                 | Wohnhaus                | ehemalige Schusterei | 094 55763          | Baudenkmal                   | Weitere Bilder          |
| Grabenstraße 12 (Karte)                                                                                                   | Bauernhof               | Das Wohnhaus des Bauernhofes wurde 1709 erbaut. Die Familie Vogelsang übernahm das Haus im Jahre 1784, das Wappen der Familie befindet sich seitdem über dem Eingang. 1911 wurde das Haus umgebaut. Es ist ein eingeschossiger, breiter Bau mit einem Walmdach. In der Mitte befindet sich ein dreiachsiger Risalit mit einem Zwerchhaus. Im Risalit befindet sich der Eingang, vor dem Eingang ist eine zweiläufige Freitreppe. Zum Bauernhof gehören einige Wirtschaftsgebäude. | 094 55762          | Baudenkmal                   | Weitere Bilder          |
| Grabenstraße 26 (Karte)                                                                                                   | Ackerbürgerhof          | Außensanierung nicht denkmalsgerecht | 094 55759          | Baudenkmal                   | Ackerbürgerhof          |
| Grabenstraße 63 (Karte)                                                                                                   | Wohn- und Geschäftshaus | | 094 55758          | Baudenkmal                   | Wohn- und Geschäftshaus |
| Grabenstraße 70 (Karte)                                                                                                   | Wohnhaus                | | 094 55757          | Baudenkmal                   | Weitere Bilder          |
| Göckingkstraße 6 (Karte)                                                                                                  | Wohnhaus                | Eckgebäude zur Satteldorfer Straße, Gegenüber der St. Martini-Kirche | 094 98578          | Baudenkmal                   | Weitere Bilder          |
| Göckingkstraße 7 (Karte)                                                                                                  | Wohnhaus                | | 094 55743          | Baudenkmal                   | Weitere Bilder          |
| Halberstädter Straße, Halberstädter Tor (Karte)                                                                           | Damm                    | Bodedamm, gesamte Straße von Gröningen bis Klostergröningen | 094 55716          | Baudenkmal                   | Weitere Bilder          |
| Halberstädter Tor 1 (Karte)                                                                                               | Wohnhaus                | | 094 55765          | Baudenkmal                   | Weitere Bilder          |
| Halberstädter Tor 7 (Karte)                                                                                               | Wohnhaus                | | 094 55764          | Baudenkmal                   | Weitere Bilder          |
| Hederslebener Weg 1, 1a, 2, 2a (Karte)                                                                                    | Siedlung                | Eckbebauung zwischen Hederslebener Weg und Südröninger Tor | 094 55724          | Denkmalbereich               | Weitere Bilder          |
| Heinrich-Julius-Straße (Karte)                                                                                            | Sankt-Cyriakus-Kirche   | Es ist die Pfarrkirche der südlichen Vorstadt, der Suderstadt. Die Kirche wurde von 1861 bis 1862 erbaut, dabei wurde der Westturm des mittelalterlichen Vorgängerbaues verwendet. Es ist ein Saalbau mit einem polygonalen Anbau im Osten. Im Inneren befindet sich ein Altar aus dem 15. Jahrhundert. | 094 55749          | Baudenkmal                   | Weitere Bilder          |
| Heinrich-Julius-Straße 1 (Karte)                                                                                          | Pfarrhaus               | | 094 55748          | Baudenkmal                   | Weitere Bilder          |
| Hohe Straße 13 (Karte) | Wohnhaus                | nur südliches, "schlankes" Gebäude der Eckbebauung, gegenüber Hohe Straße 14 | 094 55781          | Baudenkmal                   | Wohnhaus                |
| Hohe Straße 14 (Karte) | Wohnhaus                | | 094 55780          | Baudenkmal                   | Wohnhaus                |
| Hohe Straße 22 (Karte) | Wohnhaus                | | 094 55779          | Baudenkmal                   | Weitere Bilder          |
| Kirchplatz (Karte) | St. Martini             | Die Kirche wurde im Jahr 1905 neu gebaut, dabei wurde der mittelalterliche Westturm mi in den Kirchenbau eingezogen. Der Turm wurde 1616 erbaut, er hat einen schlanken Spitzenhelm. An der Kirche befindet sich ein Grabstein aus dem 15. Jahrhundert. | 094 55753          | Baudenkmal                   | Weitere Bilder          |
| Kirchplatz (Karte) | Kriegerdenkmal          | Germania | 094 55752          | Baudenkmal                   | Weitere Bilder          |
| Magdeburger Straße 6 (Karte)                                                                                              | Sankt-Liborius-Kirche   | Die römisch-katholische Kirche wurde 1905/06 erbaut. | 094 55737          | Baudenkmal                   | Sankt-Liborius-Kirche   |
| Marktstraße 7 (Karte) | Rathaus                 | Das Rathaus wurde von 1784 bis 1785 erbaut. | 094 55772          | Baudenkmal                   | Rathaus                 |
| Marktstraße 9 (Karte) | Wohnhaus                | | 094 55771          | Baudenkmal                   | Weitere Bilder          |
| Marktstraße 10 (Karte) | Wohnhaus                | | 094 55770          | Baudenkmal                   | Weitere Bilder          |
| Marktstraße 13 (Karte) | Wohnhaus                | | 094 55769          | Baudenkmal                   | Weitere Bilder          |
| Marktstraße 16 (Karte) | Wohnhaus                | ehem. Apotheke | 094 55768          | Baudenkmal                   | Weitere Bilder          |
| Marktstraße 17 (Karte) | Wohnhaus                | | 094 55767          | Baudenkmal                   | Weitere Bilder          |
| Marktstraße 25 (Karte) | Wohnhaus                | | 094 55766          | Baudenkmal                   | Weitere Bilder          |
| Mittelstraße 11 (Karte)                                                                                                   | Bauernhof               | großes Gehöft, vier Gebäude im Winkel zueinander angeordnet | 094 55725          | Baudenkmal                   | BW                      |
| Prälatenberg (Karte) | Friedhof                | | 094 55738          | Baudenkmal                   | Weitere Bilder          |
| Reichenstraße 2 (Karte)                                                                                                   | Wohnhaus                | | 094 55778          | Baudenkmal                   | Weitere Bilder          |
| Reichenstraße 9 (Karte)                                                                                                   | Wohnhaus                | | 094 55777          | Baudenkmal                   | Weitere Bilder          |
| Reichenstraße 11 (Karte)                                                                                                  | Wohnhaus                | | 094 55776          | Baudenkmal                   | Weitere Bilder          |
| Reichenstraße 12 (Karte)                                                                                                  | Wohnhaus                | nicht mehr existent, vor 2009 abgerissen | 094 55775          | Baudenkmal                   | BW                      |
| Reichenstraße 16 (Karte)                                                                                                  | Wohnhaus                | | 094 55720          | Baudenkmal                   | Weitere Bilder          |
| Reichenstraße 18 (Karte)                                                                                                  | Wohnhaus                | gewinkeltes Gebäude | 094 55774          | Baudenkmal                   | Weitere Bilder          |
| Reichenstraße 19 (Karte)                                                                                                  | Wohnhaus                | Kindertagesstätte „Bodespatzen“ | 094 55773          | Baudenkmal                   | Weitere Bilder          |
| Sackstraße 1 (Karte) | Wohnhaus                | | 094 55726          | Baudenkmal                   | Weitere Bilder          |
| Satteldorfer Straße (Karte)                                                                                               | Kraftwerk               | Wehr mit Wasserwerk | 094 55728          | Baudenkmal                   | Weitere Bilder          |
| Südgröninger Tor 5, 6, Südtor 6 (Karte)                                                                                   | Fabrik                  | drei Gebäude in größerem Abstand zueinander, | 094 55723          | Baudenkmal                   | Weitere Bilder          |

### Dalldorf
| Lage                              | Bezeichnung | Beschreibung | Erfassungs- nummer | Ausweisungsart | Bild           |
| --------------------------------- | ----------- | --- | ------------------ | -------------- | -------------- |
| Am Berge (Karte)                  | Feierhalle  | | 094 56296          | Baudenkmal     | Weitere Bilder |
| An der Kirche am Ortsrand (Karte) | Kirche      | Die Kirche wurde im Jahr 1911 erbaut. Nach einer teilweisen Beschädigung der Kirche im Zweiten Weltkrieg wurde die Kirche im Jahre 1951 wieder hergestellt. Nördlich der Kirche befindet sich ein Kriegerdenkmal für die Gefallenen des Ersten und Zweiten Weltkrieges. | 094 56297          | Baudenkmal     | Kirche         |

### Stadt Großalsleben
| Lage | Bezeichnung        | Beschreibung | Erfassungs- nummer | Ausweisungsart | Bild |
| --- | ------------------ | --- | ------------------ | -------------- | --- |
| Straße Großalsleben-Oschersleben, km 21,5; östliche Straßenseite | Distanzstein       | anhaltischer Meilenstein | 094 56512          | Baudenkmal     | |
| Fabrikstraße 11, 18, 19, 42, 43, 58, 59, 60 (Karte) | Schnitterkaserne   | Ein Schnitter ist ein Erntehelfer, der das Korn in Handarbeit mäht. Hier wurden einfache, eingeschossige und zweigeschossige Häuser, sogenannte Schnitterkasernen, für Arbeiter des Gutes erbaut. Oder die Einwohner der Häuser arbeiteten in der 1864 gegründeten Zuckerfabrik. | 094 56257          | Denkmalbereich | BW |
| Fabrikstraße 61, 72 (Karte) | Häusergruppe       | Der Bau der Häuser steht wahrscheinlich mit dem Bau der Zuckerfabrik ab 1862 in Zusammenhang. | 094 56275          | Denkmalbereich | BW |
| Grudenberg 2 (Karte) | Herz-Jesu-Kirche   | Die katholische Kirche wurde 1904 erbaut. Direkt an die Kirche angebaut ist ein Pfarr- und Schulhaus. | 094 56273          | Baudenkmal     | Weitere Bilder |
| Hohes Tor 2, 3, 5, 15, 16, Kirchhof 1 Kirchstraße 1, 2, 3, 4, 5, 6, 7, 8, 9, 10, 15, 16, 17, 18, 19 Neue Straße 1, 34, 35 Planstraße 1, 2, 3, 4, Winkelgasse 10 (Karte) | Straßenzug         | Hier befand sich mal der Marktplatz und es ist das Ortszentrum. Die Häuser sind aus dem 18. und 19. Jahrhundert. | 094 56268          | Denkmalbereich | [[Vorlage:Bilderwunsch/code!/C:51.980536,11.225604!/D:Hohes Tor 2, 3, 5, 15, 16, Kirchhof 1 Kirchstraße 1, 2, 3, 4, 5, 6, 7, 8, 9, 10, 15, 16, 17, 18, 19 Neue Straße 1, 34, 35 Planstraße 1, 2, 3, 4, Winkelgasse 10,!/\|BW]] |
| Kirchhof (Karte) | Sankt-Peter-Kirche | Die evangelische Stadtkirche wurde 1885 erbaut. | 094 56265          | Baudenkmal     | Sankt-Peter-Kirche |
| Kirchstraße 10 (Karte) | Amtshaus           | | 094 56267          | Baudenkmal     | BW |
| Kirchstraße 5, 6, 7 (Karte) | Amtshaus           | | 094 56269          | Baudenkmal     | BW |
| Kirchstraße 8, 9 (Karte) | Häusergruppe       | | 094 56266          | Baudenkmal     | BW |
| Neue Straße 34 (Karte) | Wohnhaus           | | 094 56272          | Baudenkmal     | BW |
| Planstraße 10 (Karte) | Wohnhaus           | | 094 56271          | Baudenkmal     | BW |
| Winkelgasse 10 (Karte) | Wohnhaus           | Eckhaus zur Straße Hohes Tor | 094 56274          | Baudenkmal     | BW |

### Heynburg
| Lage | Bezeichnung | Beschreibung                         | Erfassungs- nummer | Ausweisungsart | Bild    |
| --- | ----------- | ------------------------------------ | ------------------ | -------------- | ------- |
| Dalldorfer Straße 25, 31, Gröninger Straße 2, 3, 4, 5, 6, 7, 8, 9, 10, 11, 12, 13, 14, 15, 16, 42, 43, 44, 45, 46, Gutsweg 30, 31 (Karte) | Vorwerk     | Das Vorwerk wurde an 1856 errichtet. | 094 56254          | Baudenkmal     | Vorwerk |
| Gröninger Straße 47 (Karte) | Zollhaus    |                                      | 094 56255          | Baudenkmal     | BW      |

### Kloster Gröningen
| Lage                                                     | Bezeichnung                      | Beschreibung                   | Erfassungs- nummer | Ausweisungsart               | Bild           |
| -------------------------------------------------------- | -------------------------------- | ------------------------------ | ------------------ | ---------------------------- | -------------- |
| August-Bebel-Platz (Karte)                               | Kriegerdenkmal Kloster Gröningen |                                | 094 55860          | Baudenkmal                   | Weitere Bilder |
| August-Bebel-Platz 1, 2, 3, 4, 5, 6 (Karte)              | Straßenzug                       | Hauptstraße 1-6                | 094 55859          | Baudenkmal                   | Straßenzug     |
| August-Bebel-Platz 3 (Karte)                             | Wohnhaus                         | Hauptstraße 3                  | 094 55857          | Baudenkmal                   | Wohnhaus       |
| August-Bebel-Platz 5 (Karte)                             | Pfarrhof                         |                                | 094 55861          | Baudenkmal                   | Weitere Bilder |
| Breitscheidstraße 10, 11, 12, 13, 14, 15, 16, 17 (Karte) | Straßenzeile                     |                                | 094 55856          | Baudenkmal                   | Weitere Bilder |
| Breitscheidstraße 11 (Karte)                             | Bauernhof                        |                                | 094 55855          | Baudenkmal                   | Weitere Bilder |
| Breitscheidstraße 12 (Karte)                             | Bauernhof                        | Mantheyscher Hof, drei Gebäude | 094 55853          | Baudenkmal                   | Weitere Bilder |
| Freiheitsstraße 4 (Karte)                                | Wohnhaus                         |                                | 094 55862          | Baudenkmal                   | Weitere Bilder |
| Freiheitsstraße 22 (Karte)                               | Bauernhof                        |                                | 094 55863          | Baudenkmal                   | Weitere Bilder |
| Halberstädter Straße (Karte)                             | Friedhof                         |                                | 094 55850          | Baudenkmal                   | Weitere Bilder |
| Halberstädter Straße 3 (Karte)                           | Schnitterkaserne                 |                                | 094 55849          | Baudenkmal                   | Weitere Bilder |
| Kuckucksmühle 1 (Karte)                                  | Mühle                            | Wassermühle Kuckucksmühle      | 094 56504          | Baudenkmal                   | BW             |
| Poststraße, Sankt-Vitus-Straße 6, 7, 8 (Karte)           | Kloster Gröningen                | Kloster                        | 094 55854          | Baudenkmal                   | Weitere Bilder |
| Poststraße (Karte)                                       | Kirche                           | Kirche                         | 094 55854 001      | Teilobjekt eines Baudenkmals | Weitere Bilder |
| Sankt-Vitus-Straße 6, 7, 8; August-Bebel-Platz 4 (Karte) | Gutshof                          | Gutshof                        | 094 55854 002      | Teilobjekt eines Baudenkmals | Weitere Bilder |
| Freiheitsstraße, St.-Vitus-Straße (Karte)                | Park                             | Park                           | 094 55854 003      | Teilobjekt eines Baudenkmals | Weitere Bilder |
| Sankt-Vitus-Straße 1 (Karte)                             | Wohnhaus                         | Wohnhaus                       | 094 55851          | Baudenkmal                   | Weitere Bilder |
| Sankt-Vitus-Straße 9 (Karte)                             | Häusergruppe                     | drei Gebäude                   | 094 55866          | Baudenkmal                   | Weitere Bilder |

### Krottorf
| Lage | Bezeichnung         | Beschreibung | Erfassungs- nummer | Ausweisungsart               | Bild                |
| --- | ------------------- | --- | ------------------ | ---------------------------- | ------------------- |
| Am Bahnhof 94c, 94d (Karte) | Bahnhof             | Bahnhof | 094 56300          | Baudenkmal                   | Weitere Bilder      |
| Eichplatz 7 (Karte) | Wohnhaus            | Eichplatz bis Tränke, Winkelbau                                                                                         | 094 56307          | Baudenkmal                   | Weitere Bilder      |
| Eichplatz 8 (Karte) | Wohnhaus            | | 094 56264          | Baudenkmal                   | Weitere Bilder      |
| Eichplatz 1, 2, 3, 6, 7, 8, 9, 22, Hirtentor 11, 17, 18, 19, 20? Winkel 33, 34, 35, 37, 39, 40, 41, 42, Zur Breiten Straße 71, Zur Kirche 43a, 43b (Karte) | Platz               | | 094 56304          | Denkmalbereich               | Weitere Bilder      |
| Gut 6, 6a, 6b, 6c, 6d, 6e (Karte) | Schloss Krottorf    | Schloss Krottorf | 094 56308          | Baudenkmal                   | Weitere Bilder      |
| Gut 6, 6a, 6b, 6c, 6d, 6e (Karte) | Park                | Park | 094 56308 001      | Teilobjekt eines Baudenkmals | Weitere Bilder      |
| Hirtentor 17 (Karte) | Wohnhaus            | Wohnhaus | 094 56311          | Baudenkmal                   | Weitere Bilder      |
| Hirtentor 18 (Karte) | Wohnhaus            | | 094 56310          | Baudenkmal                   | Weitere Bilder      |
| Hirtentor 19 (Karte) | Wohnhaus            | | 094 56309          | Baudenkmal                   | Weitere Bilder      |
| Mühlenstraße 75 (Karte) | Kraftwerk           | Kraftwerk Wasserwerk Krottorf der ehemaligen Helios-AG, Umspannwerk, alte Villa, Maschinen- und Generatorenhaus (Mühle) | 094 55999          | Baudenkmal                   | Kraftwerk           |
| Mühlenstraße 75 (Karte) | Villa               | Villa | 094 55999 001      | Teilobjekt eines Baudenkmals | Villa               |
| Mühlenstraße 75 (Karte) | Turbinenhalle       | Turbinenhalle heute Aus- und Fortbildungszentrum „Avacon“                                                               | 094 55999 002      | Teilobjekt eines Baudenkmals | Turbinenhalle       |
| Mühlenstraße 75 (Karte) | Mühle               | Mühle heute Aus- und Fortbildungszentrum „Avacon“                                                                       | 094 55999 003      | Teilobjekt eines Baudenkmals | Mühle               |
| Mühlenstraße 75 (Karte) | Mühle               | Mühle | 094 55999 004      | Teilobjekt eines Baudenkmals | BW                  |
| Mühlenstraße 75 (Karte) | Umspannwerk         | Umspannwerk | 094 55999 005      | Teilobjekt eines Baudenkmals | Umspannwerk         |
| Zur Kirche (Karte) | St.-Severus-Kirche  | Kirche | 094 56305          | Baudenkmal                   | Weitere Bilder      |
| Zur Kirche 43b (Karte) | Pfarrhaus Krottdorf | Pfarrhaus von 1857, 2017 als Denkmal ausgewiesen                                                                        | 107 55023          | Baudenkmal                   | Pfarrhaus Krottdorf |

## Ehemalige Kulturdenkmale nach Ortsteilen
Die nachfolgenden Objekte waren ursprünglich ebenfalls denkmalgeschützt oder wurden in der Literatur als Kulturdenkmale geführt. Die Denkmale bestehen heute jedoch nicht mehr oder die Unterschutzstellung wurde aufgehoben.

### Stadt Großalsleben
| Lage                     | Bezeichnung      | Beschreibung                                                        | Erfassungs- nummer | Ausweisungsart | Bild |
| ------------------------ | ---------------- | ------------------------------------------------------------------- | ------------------ | -------------- | ---- |
| Kirchstraße 2 (Karte)    | Wohnhaus         | Wohnhaus, nach Abbruch 2019 aus dem Denkmalverzeichnis ausgetragen. | 094 56270          | Baudenkmal     | BW   |
| Winkelgasse 3, 4 (Karte) | Landarbeiterhaus |                                                                     | 094 56256          | Baudenkmal     | BW   |

### Gröningen
| Lage                     | Bezeichnung        | Beschreibung | Erfassungs- nummer | Ausweisungsart | Bild           |
| ------------------------ | ------------------ | --- | ------------------ | -------------- | -------------- |
| Chausseestraße (Karte)   | Wirtschaftsgebäude | Wirtschaftsgebäude, Der Bau wurde abgebrochen, das Jahr des Abrisses ist nicht bekannt. Im Jahr 2015 wurde das Gebäude dann aus dem Denkmalverzeichnis ausgetragen | 094 55718          | Baudenkmal     | BW             |
| Chausseestraße 4 (Karte) | Wohnhaus           | | 094 55719          | Baudenkmal     | Weitere Bilder |

### Krottorf
| Lage                                                                              | Bezeichnung | Beschreibung | Erfassungs- nummer | Ausweisungsart | Bild |
| --------------------------------------------------------------------------------- | ----------- | --- | ------------------ | -------------- | --- |
| Breite Straße 46, 47, Deutsches Haus, Mühlenstraße 59a, Schmale Straße 60 (Karte) | Platz       | Bebauung im Ortseingangsbereich aus Ziegelbauten des 19. Jahrhunderts, aufgrund einer Vielzahl nicht genehmigter, nicht denkmalgerechter Änderungen Verlust der Denkmaleigenschaft, im Jahr 2017 wurde der Denkmalbereich aus dem Denkmalverzeichnis gelöscht | 094 56302          | Denkmalbereich | [[Vorlage:Bilderwunsch/code!/C:51.977382,11.182566!/D:Breite Straße 46, 47, Deutsches Haus, Mühlenstraße 59a, Schmale Straße 60,!/\|BW]] |

## Legende
In den Spalten befinden sich folgende Informationen:
- Lage: Nennt den Straßennamen und wenn vorhanden die Hausnummer des Kulturdenkmals. Die Grundsortierung der Liste erfolgt nach dieser Adresse. Der Link „Karte“ führt zu verschiedenen Kartendarstellungen und nennt die geographischen Koordinaten.
Link zu einem Kartenansichtstool, um Koordinaten zu setzen. In der Kartenansicht sind Baudenkmale ohne Koordinaten mit einem roten bzw. orangen Marker dargestellt und können in der Karte gesetzt werden. Baudenkmale ohne Bild sind mit einem blauen bzw. roten Marker gekennzeichnet, Baudenkmale mit Bild mit einem grünen bzw. orangen Marker.
- Offizielle Bezeichnung: Nennt den Namen, die Bezeichnung oder zumindest die Art des Kulturdenkmals und verlinkt, soweit vorhanden, auf den Artikel zum Objekt.
- Beschreibung: Nennt bauliche und geschichtliche Einzelheiten des Kulturdenkmals, vorzugsweise die Denkmaleigenschaften.
- Erfassungsnummer: Für jedes Kulturdenkmal wird in Sachsen-Anhalt eine 20stellige Erfassungsnummer vergeben. Die letzten zwölf Ziffern werden für die Untergliederung nach Teilobjekten genutzt und werden nur angegeben, soweit vergeben. In dieser Spalte kann sich folgendes Icon  befinden, dies führt zu Angaben zu diesem Baudenkmal bei Wikidata.
- Ausweisungsart: Die Einordnung des Denkmales nach § 2 Abs. 2 DenkmSchG LSA
- Bild: Ein Bild des Denkmales, und gegebenenfalls einen Link zu weiteren Fotos des Kulturdenkmals im Medienarchiv Wikimedia Commons. Wenn man auf das Kamerasymbol klickt, können Fotos zu Kulturdenkmalen aus dieser Liste hochgeladen werden: